# The First Time Ever I Saw Your Face
«The First Time Ever I Saw Your Face» es una canción folk de 1957 escrita por el compositor Ewan MacColl para Peggy Seeger, quien más tarde se convertiría en su esposa. En esa época ambos eran amantes, aunque MacColl estaba casado con otra mujer.
MacColl escribió la canción para Seeger, también cantante de folk, cuando ella le pidió que le escribiera un tema para una obra de teatro en la que actuaba. MacColl escribió la canción y se la enseñó a Seeger por teléfono. Otra versión acerca de la creación de esta canción dice que MacColl fue desafiado por un amigo a escribir una canción de amor que no estuviera relacionada con la política. Esta canción fue el resultado.
MacColl y Seeger incluyeron la canción en su repertorio, mientras actuaban en clubes folk en Gran Bretaña. Durante la década de 1960, fue grabada por varios cantantes folk (incluyendo una versión con un solo de guitarra instrumental de Bert Jansch).
La canción entró en la corriente principal del pop cuando fue publicada por Roberta Flack, en 1972. La versión de Flack era mucho más lenta que la original: la primera grabación en solitario de Seeger, por ejemplo, duraba menos de dos minutos y medio, mientras que la de Flack tiene más del doble de duración. La canción fue posteriormente grabada por otros numerosos artistas.
MacColl supuestamente odiaba casi todas las grabaciones de la canción, incluyendo la de Flack. Su nuera lo citó diciendo:
"Él las odiaba a todas. Tenía una sección especial en su colección de discos para ellos, titulada "La Cámara de los Horrores". Dijo que la versión de Elvis fue como Romeo al pie de la Post Office Tower cantándole a Julieta. Y las otras versiones, pensaba, eran parodias: machaconas, histriónicas y carentes de gracia".

## Otras versiones
- La canción fue popularizada por Roberta Flack y se convirtió en un éxito de la cantante después de que apareció en la película "Play Misty for Me" (Escalofrío en la noche, en español). Aunque la canción apareció por primera vez en 1969 en el álbum de Flack, "First Take", la versión de Flack no encabezó los Billboard Hot 100 y ganó el Premio Grammy por Canción del Año sino hasta tres años más tarde.
- La versión más lenta y sensual de Flack fue utilizada por Clint Eastwood en 1971 en su debut como director de "Play Misty for Me" durante una escena de amor. Con la nueva exposición, Atlantic Records acortó la canción a cuatro minutos y lo lanzó a la radio. Se convirtió en un gran éxito en los Estados Unidos, alcanzando el número uno en el Billboard Hot 100 y en Easy Listening charts en abril de 1972 por seis semanas consecutivas en cada uno.[2] Alcanzó el número catorce en el UK Singles Chart.
- Celine Dion cantó una versión de esta canción como tema inédito de su álbum recopilatorio All the Way... A Decade of Song.
- Leona Lewis interpretó la canción en sus giras The Labyrinth Tour (2010) y The Glassheart Tour (2013).